# جزر أيو
جزر أيو هي أرخبيل جزر صغيرة يقع جنوب جزر آسيا وشمال جزر راجا أمبات في إندونيسيا. وتتكون من اثنين من الشعاب الحلقية.
شواطئ هذه الجزر تشكل أرضاً مناسبة لتكاثر سلحفاة المحيط جلدية الظهر (Dermochelys coriacea). المياه قبالة جزر أيو جيدة للغطس والغوص.
تنتمي جزر أيو إدارياً إلى مقاطعة بابوا الغربية الاندونيسية.